# F 15 (sommergibile)
L'F 15 è stato un sommergibile della Regia Marina.

## Storia
Una volta operativo fu destinato alla Squadriglia Sommergibili di Brindisi. Primo comandante dell'unità fu il capitano di corvetta Mario Monelli.
Nel dicembre 1917 fu assegnato alla base di Valona e fu impiegato nella difesa di tale porto, sotto il controllo del Comando Marittimo.
Nel maggio 1918 fu trasferito alla Flottiglia Sommergibili di Ancona, ma prese base a Porto Corsini.
Durante la prima guerra mondiale effettuò in tutto 15 missioni offensive al largo delle coste avversarie.
Dopo la firma dell'armistizio di Villa Giusti rimase dislocato in Alto Adriatico.
Nell'ottobre 1923 prese parte allo sbarco a Corfù durante il contenzioso italo-greco che riguardò l'isola.
Prese poi parte a varie esercitazioni.
Durante una di queste, il 6 agosto 1928, consistente in un attacco simulato all'incrociatore leggero Brindisi, in navigazione, insieme all'esploratore leggero Aquila e con la scorta della V Flottiglia Cacciatorpediniere, da Parenzo a Pola (esercitazione nella quale l'F 15 – che aveva a bordo 7 allievi motoristi – eseguì una corretta manovra d'attacco), il gemello F 14 fu accidentalmente speronato ed affondato dal cacciatorpediniere Missori.
L'F 15 fu tra le prime unità ad accorrere sul posto e prese parte ai soccorsi, comunicando con il sommergibile affondato (le comunicazioni durarono dalle 10.35 alle 21.50) e pompandovi aria con una manichetta, manovra risultata però fatale, dato che l'aumento della pressione, non correttamente compensato, rese l'aria ancora più irrespirabile (la letalità dell'anidride carbonica nell'aria aumenta di pari passo con la pressione). Ogni tentativo di soccorso risultò vano: quando fu possibile riportare a galla l'F 14 – trentaquattro ore dopo l'affondamento – non si poté che constatare il decesso dell'intero equipaggio.
L'F 15 proseguì nell'attività addestrativa sino al 1929, anno della sua radiazione.
Fu poi demolito.